# Бандиты и партизаны
«Бандиты и партизаны: антоновское движение в Гражданской войне в России» (англ. Bandits and Partisans: The Antonov Movement in the Russian Civil War) — книга современного британского историка Эрика Ландиса, вышедшая в 2008 году и описывающая Тамбовское восстание (1920—1921). Основана на архивных материалах, ставших доступными западным исследователям после распада СССР. По некоторым оценкам, работа стала наиболее «взвешенным и полным» исследованием по одной из тем, связанных с Гражданской войной в России. В книге Ландис последовательно анализировал многочисленные мнения, высказывавшиеся в начале 1920-х годов, предоставив слово всем участникам событий: крестьянам, бандитам, партизанам, комиссарам; автор впервые комплексно показал различные уровни вовлечённости в восстание сельских общин региона. «Бандиты и партизаны» были использованы при написании статьи «Тамбовское восстание» в Большой российской энциклопедии.

## Описание
По мнению автора, преподавателя современной истории Европы в Университете Оксфорд Брукс Эрика Ландиса, книга представляет собой историю восстания в Тамбове и является второй монографией, опубликованной по данной теме на английском языке (и первой, изданной после распада Советского Союза). Книга, по словам Ландиса, прежде всего повествует об истории мятежа и его подавления, в ней также исследуется политика времен Гражданской войны в России, описывается советское государственное строительство и анализируется политика коммунистической партии в провинции. Обращаясь к данным темам, Ландис старался внести вклад в историографию, чтобы углубить и расширить академическое понимание «бурного» опыта, который пережила Россия в начале XX века, на основе недоступных ранее архивные материалы. Книга разбита на девять глав, каждая из которых заканчивается обобщающим абзацем, и содержит восемьдесят страниц с примечаниями и источниками.

## Критика

### Антоновское восстание. Источники
Профессор Аарон Ретиш, полагая, что восстание в Тамбовской губернии является легендарным событием (сравнимым только c деятельностью Нестора Махно), в рамках которого «таинственный» Александр Антонов сумел возглавить армию в несколько тысяч человек, изгнавших советскую власть с большей части территории региона — считал, что книга являлась не просто рассказом о неудавшемся народном восстании, а комплексным описанием ситуации в сельской местности в период Гражданской войне. Подробный рассказ Ландиса сочетал такие элементы, как отношения между крестьянами и новым государством, тактику антиповстанческих действий властей и само государственное строительство в регионе — книга описывала те трудности, с которыми большевики столкнулись при попытке распространить и стабилизировать свою власть в российской деревне, являясь «самым взвешенным и полным [на 2013 год] монографическим исследованием антоновского движения».
|  | Восстание в Тамбове очаровывало ученых и пропагандистов, которые использовали его как романтический символ крестьянского выступления против жестокого советского режима. Эрик Ландис, в своей захватывающей и зачастую неотразимой книге, окончательно освободил восстание от ореола легендарности. |

Ландис показывал политико-экономическую среду, в которой развивалось народное восстание, уделяя особое внимание дезертирству из Красной армии; ему удалось передать представление о сложности того времени, избегнув мифологизации событий — всестороннее обсуждение политики новых властей и крестьянского ответа на неё являлось гораздо более убедительным объяснением восстания, чем то, что опиралось на широкое обобщения о крестьянской оппозиции большевистскому правлению вообще. Однако при всех новых деталях о мятеже, которые сообщил своим читателям Ландис, биография самого Антонова, структура его армии и особенности жизни в партизанских лагерях остались «тёмными пятнами». На основе архивных источников автор представил развернутый анализ того, как советская власть оккупировала губернию и подавила восстание: им описывался и захват заложников, и система концентрационных лагерем, и казни повстанцев. Начало новой экономической политики (НЭПа), успехи государственного строительства и пропаганды подорвали восстание и изолировали его участников — «как только Москва поняла серьёзность угрозы, игра для повстанцев закончилась». Кроме того, Ландис связывал восстание под руководством Антонова с аналогичными восстаниями в Саратове, на Дону и на Украине. В то же время отсутствие соответствующих источников не позволило автору отобразить динамику самого повстанческого движения — показать читателям, как оно происходило на практике — или рассмотреть такую тему, как отношения между лидерами повстанцев. Из книги непросто получить и точную картину того, что, когда и как повстанцы делали: в работе больше говорится об условиях, которые породили само движение и о том, как оно было подавлено.
В то же время, по мнению американского профессора истории Майкла Хики, лейтмотивом всей книги был авторский вопрос: почему данное восстание оставило столь «скудные» следы в народной памяти? (Об Антонове не складывали песен как о Стеньке Разине, а советский термин «бандит» скоро вытеснил из памяти жителей региона образ партизана, боровшегося за интересы крестьянства.) Ландис сосредоточился на трёх основных вопросах: источниках и природе крестьянской враждебности по отношению к политике большевиков; организационной структуре партизанской армии; и действиях, которые различные слои коммунистической партии и советские чиновники предпринимали в ответ на угрозу бандитизма на Тамбовщине — угрозу, способную довести молодое социалистическое государство до голода.
Ретиш задавал вопрос, была ли армия Антонова простой группой бандитов, искавших наживы, или это была партия партизан, связанных «идеологической мечтой» свергнуть большевистскую власть? Ландис показал, как советские чиновники определяли движение в качестве бандитского, в то время как лидеры восстания пытались донести политическое послание, позиционируя себя в качестве партизан, но в конце концов оказались бандитами. Многообещающий контраст между бандитами и партизанами не был развит Ландисом. Автор, считавший, что термин «зелёная армия» являлся собирательным наименованием, избегал термина «зелёные повстанцы». Этот подход отдалил исследование Ландиса от работ учёных, которые считали, что в Гражданской войне существовал, наряду с красным и белым, третий фронт. В новом понимании Тамбовского восстания Ландис переосмыслил саму природу народного выступления периода Гражданской войны. Его книга стала, по мнению Ретиша, отличным дополнением к академической литературе XXI века, в которой выявлялись сложные взаимосвязи между населением и советским государством — чрезвычайно полезным дополнением к постоянно растущему объёму исследований революции и её последствий в провинциях бывшей империи, позволявшему дать более полный обзор ситуации в будущем СССР. Книга Ландиса являлась, по мнению профессора истории Джон Штейнберг, образцом для исторических исследований Гражданской войны в России — в работе автор сумел соединить воедино все стороны сложного конфликта (включая «оккупацию русских крестьян русскими крестьянами в униформе»), методично проанализировав многочисленные высказывания начала 1920-х годов и тем самым дав слово и крестьянам, и бандитам, и партизанам, и комиссарам.
|  | В своем тщательном исследовании Эрик Ландис показывает, что в основе восстания и его поддержки в деревнях лежал не инстинктивный антибольшевизм, а несогласие с конкретной политикой нового режима, в особенности с мобилизацией в Красную армию и продразверсткой. |

### Политика и случайность
Профессор Ларс Лих полагал, что исследование Ландиса являлось отличным примером того, как ясное представление о механизме социальных сил может повысить ценность широкомасштабных архивных исследований: автор понимал, что его настоящая тема — это переход от кризиса Гражданской войны к чему-то, что можно назвать «нормальной жизнью». Книга обладала качествами, зачастую не присущим академическим исследованиям: она создавала реалистичное ощущение масштабного и комплексного кризиса 1920—1921 годов — кризиса, который практически свел к нулю пространство для маневра всех его участников. Таким образом, Ландису удалось объяснить, почему тактику взятия заложников можно было в те годы рассматривать как необходимую; и как с её помощью, «парадоксальным образом», можно было получить значительную поддержку со стороны населения.
Лих считал, что Ландис преуменьшил влияние эсеров на ход восстания, хотя автор и подчёркивал те революционные «корни», которые имел как сам Антонов, так и другие лидеры повстанцев, зачастую до 1914 года состоявшие в эсеровском подполье; общая неопределённость партийных позиций и постоянно меняющаяся обстановка больше влияли на действия восставших, чем формальная партийная принадлежность или политические лозунги (включавшие социализацию земли, смещение нелегитимного большевистского правительства, политическое равноправие и созыв Учредительного собрания). Обращая внимание на рекламу книги, «восхвалявшую Ландиса за его „страстное письмо“», Лих отмечал, что работа, напротив, была написана «прохладно», чем и заслуживала внимательного прочтения. По мнению Грэма Гилля, книга внесла вклад не только в академическую литературу о таком явлении, как крестьянское восстание, но и являлась ценным источником по теме государственного строительства, как применительно к советскому государству, так и в целом.
Ландис использовал доступные ему материалы — ставшие таковыми после открытия региональных советских архивов и заметно изменившие направление исследований как революции, так и Гражданской войне в России (позволив исследователям сосредоточиться на конфликтах в регионах, удалённых от идеологических дебатов Москвы и Петрограда), — чтобы чётко проиллюстрировать изменчивую динамику поддержки восставших в деревне. Складывалось впечатление, что города и сёла Тамбовской губернии изначально сочувствовали целям «партизанской армии» (снабжали её едой и жильем); но чем дольше продолжалось восстание, тем больше местное население уставало и «отчуждалось» от повстанцев — жители губернии были вынуждены нести двойное бремя, поддерживая как большевистские части, так и силы Антонова. Автор впервые комплексно показывал различные уровни вовлечённости сельских общин Тамбовщины в восстание: степень участия крестьян разнилась от принятия резолюций в поддержку движения и предоставления повстанцам ресурсов, до организации саботажа и создания собственных боевых отрядов, который затем вливались в партизанские полки.
Историк Гейл Лонерган считал, что единственным недостатком работы Ландиса была первая глава, в которой автор пытался показать предысторию событий в Тамбове. Говоря о продразвёрстке и мобилизации как об основных факторах, спровоцировавших выступление, Ландис затем подробно обсуждает мобилизационные кампании 1918 года и проблему дезертирства. Основная часть первой главы была, по мнению Лонергана, больше похожа на отдельную статью, а не на введение в тему книги. Кроме того, акцент на рассмотрение дезертирства не освещал особенности ситуации в районе Тамбова, поскольку уклонение от воинской повинности было распространено по всей территории бывшей Российской империи. С одной стороны, автор блестяще проанализировал фактическое состояние дел и информировал читателя, что движение Антонова «набрало обороты» только тогда, когда стало ясно, что новый режим (дабы накормить голодных рабочих в городах) планирует забирать у крестьян даже семенной фонд. С другой стороны, Ландис не смог дать ответ на вопрос, почему именно Тамбов оказал столь активное сопротивление большевикам, в то время как другие области РСФСР оставались относительно спокойными. По мнению профессора Людмилы Новиковой, Ландис как раз показывал, что общее положение на Тамбовщине не слишком отличалось от ситуации в других сельскохозяйственных губерниях бывшей империи и что лишь «случайное стечение обстоятельств» привело к тому, что стычки крестьян с продотрядовцами,  ставшие к тому моменту обыденным явлением, в августе 1920 года переросли в массовое восстание.
|  | В целом, это отличная книга, в которой содержится полный анализ антоновского восстания и ее подавления — работа вносит важный вклад в наше понимание формирования государственных институтов во времена революционной нестабильности. |

В 2016 году книга «Бандиты и партизаны» была использована профессором Валерием Канищевым при написании статьи «Тамбовское восстание» в Большой российской энциклопедии.

## Издания и переводы
- Landis E. C. Bandits and Partisans: The Antonov Movement in the Russian Civil War. — University of Pittsburgh Press, 2008. — 432 p. — (Series in Russian and East European studies). — ISBN 9780822971177. — ISBN 0822971178.
  - Landis E. C. A civil war episode: General Mamontov in Tambov, August 1919. — Center for Russian and East European Studies, University Center for International Studies, University of Pittsburgh, 2002. — 41 p. — (Carl Beck papers in Russian and East European studies, Vol. 1601).
- Коновалов В. С. Лэндис Э. Бандиты и партизаны: Антоновское восстание в период Гражданской войны в России (Реферат) // История России в современной зарубежной науке. Ч. 3: Сборник обзоров и рефератов / [Отв. ред. В. М. Шевырин]. — М.: РАН ИНИОН, 2010. — С. 29—34. — 199 с. — (История России). — ISBN 978-5-248-00513-0.